# Францді П'єрро
Францді П'єрро (фр. Frantzdy Pierrot, нар. 29 березня 1995, Кап-Аїтьєн) — гаїтянський футболіст, нападник грецького клубу АЕК та національної збірної Гаїті. Виступав також за клуби «Рояль Ексель Мускрон», «Генгам» та «Маккабі» (Хайфа). Чемпіон Ізраїлю.

## Клубна кар'єра
Францді П'єрро народився 1995 року в місті Кап-Аїтьєн. У юному віці П'єрро виїхав до США, де грав за університетські команди «Сікоуст Юнайтед Фантомс», «Нортістерн Хаскіз» і «Коустал Кароліна Чантіклірз». У професійному футболі дебютував 2017 року виступами за американську команду USL «Редінг Унітед», в якій грав до 2018 року, взявши участь у 22 матчах чемпіонату.
Протягом 2018—2019 років гаїтянський нападник грав у складі бельгійського клубу «Рояль Ексель Мускрон». У 2019 році П'єрро став гравцем французького клубу «Генгам», у складі якого грав до 2022 року. У складі «Генгама» гаїтянин став основним гравцем атакувальної ланки клубу, відзначившись 28 забитими м'ячами в 76 матчах за клуб.
У 2022 році Францді П'єрро перейшов до ізраїльського клубу «Маккабі» (Хайфа), у складі якого грав до 2024 року. У складі хайфського «Маккабі» гаїтянський нападник також став основним гравцем атакувальної ланки команди, відзначившись 21 забитим голом у 48 проведених матчах чемпіонату країни. У складі клубу П'єрро в сезоні 2022—2023 років став чемпіоном Ізраїлю. З 2024 року гаїтянин грає в грецькому клубі АЕК.

## Виступи за збірну
У 2018 році Францді П'єрро дебютував у складі національної збірної Гаїті. У складі збірної був учасником розіграшу Золотого кубка КОНКАКАФ 2019 року у трьох країнах, на якому команда здобула бронзові нагороди, розіграшу Золотого кубка КОНКАКАФ 2021 року у США, розіграшу Золотого кубка КОНКАКАФ 2023 року у США і Канаді. Станом на початок 2025 року зіграв у складі національної збірної 37 матчів, у яких відзначився 28 забитими м'ячами.

## Титули і досягнення
- Чемпіон Ізраїлю (1):

«Маккабі» (Хайфа): 2022–2023
«Бней-Єгуда»: 2018–2019
- Володар Суперкубка Ізраїлю (1):

«Маккабі» (Хайфа): 2023